# Crnogorski fudbalski kup 2013-2014
La Crnogorski fudbalski kup 2013-2014 (in italiano Coppa montenegrina di calcio 2013-2014), conosciuta anche come Kup Crne Gore u fudbalu 2013-2014, fu la 8ª edizione della coppa del Montenegro di calcio.
Il detentore era il Budućnost. In questa edizione la coppa fu vinta dal Lovćen (al suo 1º titolo) che sconfisse in finale il Mladost Podgorica.

## Formula
La formula è quella dell'eliminazione diretta, in caso si parità al 90º minuto si va direttamente ai tiri di rigore senza disputare i tempi supplementari (eccetto in finale). Gli accoppiamenti sono decisi tramite sorteggio.

### Calendario
| Turno            | Numero di incontri | Squadre | Entrano in questo turno         | Date                         |
| ---------------- | ------------------ | ------- | ------------------------------- | ---------------------------- |
| Primo turno      | 14                 | 30 → 16 | Tutte eccetto Budućnost e Čelik | 18 settembre 2013            |
| Ottavi di finale | 16                 | 16 → 8  | Budućnost e Čelik               | 2 e 23 ottobre 2013          |
| Quarti di finale | 8                  | 8 → 4   | –                               | 6 novembre e 4 dicembre 2013 |
| Semifinali       | 4                  | 4 → 2   | –                               | 9 e 30 aprile 2014           |
| Finale           | 1                  | 2 → 1   | –                               | 21 maggio 2014               |

### Squadre partecipanti
Partecipano 30 squadre: le 12 della Prva liga, le 12 della Druga liga e le 6 finaliste delle tre coppe regionali (Nord, Centro e Sud).
Prva liga
- Budućnost
- Čelik Nikšić
- Dečić
- Grbalj
- Lovćen
- Mladost Podgorica
- Mogren
- Mornar
- Petrovac
- Rudar Pljevlja
- Sutjeska
- Zeta

Druga liga
- Arsenal Tivat
- Berane
- Bokelj
- Bratstvo
- Cetinje
- Ibar
- Igalo
- Jedinstvo Bijelo Polje
- Jezero
- Kom
- Zabjelo
- Zora

Treća liga
- Brskovo (finalista Nord)
- Crvena Stijena (vincitore Centro)
- Hajduk Bar (finalista Sud)
- Ribnica (finalista Centro)
- Sloga Radovići (vincitore Sud)
- Tekstilac Bijelo Polje (vincitore Nord)

## Primo turno
Budućnost e Čelik Nikšić esentate in quanto finaliste della Crnogorski fudbalski kup 2012-2013.
| Squadra 1              | Risultato       | Squadra 2         |
| ---------------------- | --------------- | ----------------- |
| 17.09.2013             |                 |                   |
| Petrovac               | 2 – 0           | Bratstvo          |
| Cetinje                | 0 – 2           | Grbalj            |
| Tekstilac Bijelo Polje | 0 – 2           | Mladost Podgorica |
| Sloga Radovići         | 0 – 1           | Crvena Stijena    |
| 18.09.2013             |                 |                   |
| Jezero                 | 2 – 1           | Sutjeska          |
| Hajduk Bar             | 0 – 7           | Rudar Pljevlja    |
| Brskovo                | 0 – 3           | Mornar            |
| Kom                    | 1 – 1 (1-4 dtr) | Dečić             |
| Ribnica                | 3 – 1           | Igalo             |
| Bokelj                 | 3 – 0           | Ibar              |
| Jedinstvo Bijelo Polje | 1 – 1 (2-4 dtr) | Zabjelo           |
| Berane                 | 3 – 3 (2-4 dtr) | Zeta              |
| Lovćen                 | 1 – 0           | Zora              |
| Arsenal Tivat          | 0 – 4           | Mogren            |

## Ottavi di finale
| Squadra 1      | Totale          | Squadra 2         | Andata     | Ritorno    |
| -------------- | --------------- | ----------------- | ---------- | ---------- |
|                |                 |                   | 02.10.2013 | 21.10.2013 |
| Rudar Pljevlja | 0 – 0 (3-4 dtr) | Čelik Nikšić      | 0 – 0      | 0 – 0      |
| Budućnost      | annullata       | Dečić             | 0 – 3      | n.d.       |
| Zeta           | 3 – 2           | Jezero            | 2 – 0      | 1 – 2      |
| Ribnica        | 2 – 6           | Grbalj            | 1 – 3      | 1 – 3      |
| Bokelj         | 0 – 4           | Mogren            | 0 – 0      | 0 – 4      |
| Zabjelo        | 2 – 3           | Petrovac          | 1 – 2      | 1 – 1      |
| Mornar         | 2 – 5           | Mladost Podgorica | 2 – 1      | 0 – 4      |
| Crvena Stijena | 2 – 9           | Lovćen            | 2 – 1      | 0 – 8      |

## Quarti di finale
| Squadra 1         | Totale          | Squadra 2    | Andata     | Ritorno    |
| ----------------- | --------------- | ------------ | ---------- | ---------- |
|                   |                 |              | 06.11.2013 | 04.12.2013 |
| Mladost Podgorica | 2 – 2 (4-2 dtr) | Čelik Nikšić | 1 – 1      | 1 – 1      |
| Mogren            | 5 – 5 (4-2 dtr) | Grbalj       | 2 – 3      | 3 – 2      |
| Petrovac          | 2 – 1           | Dečić        | 2 – 0      | 0 – 1      |
| Lovćen            | 2 – 2 (gfc)     | Zeta         | 1 – 0      | 1 – 2      |

## Semifinali
| Squadra 1         | Totale | Squadra 2 | Andata     | Ritorno    |
| ----------------- | ------ | --------- | ---------- | ---------- |
|                   |        |           | 09.04.2014 | 30.04.2014 |
| Mladost Podgorica | 2 – 0  | Mogren    | 2 – 0      | 0 – 0      |
| Petrovac          | 0 – 3  | Lovćen    | 0 – 0      | 0 – 3      |

## Finale
| Squadra 1  | Risultato | Squadra 2         |
| ---------- | --------- | ----------------- |
| 21.05.2014 |           |                   |
| Lovćen     | 1 – 0     | Mladost Podgorica |

| Arbitro: | Pavle Radovanović (Podgorica) |

| |            | |
| Božović 48’ | Marcatori  | |
| Perović Simović Tatar Martinović Radunović Božović Brnović (68' Draganić) Radović Kosović (46' Bogdanović) Vujanović Merdović | Formazioni | Dragojević Lakić Radulović Zečević Živković Mirković (72' Kolev) Vukčević (65' Novović) Burzanović Savićević (50' Babović) Lagator Mugoša |
| Radonjić | Allenatori | Kavaja |